# 筱村镇
筱村镇，是中华人民共和国浙江省温州市泰顺县下辖的一个乡镇级行政单位。

## 行政区划
筱村镇下辖以下地区：
玉溪社区、枫林村、坳头村、北坑村、长垟村、里垟村、东垟村、葛垟村、坡头村、翁家山村、五蒲村、徐岙村、章前垟村、新楼村、外垟村、坑底村、梨垟村、山峡村、兴东村和永兴村。